# Elena Fabrizi
Elena Fabrizi, all'anagrafe Elena Fabbrizi, nota anche con lo pseudonimo di Sora Lella (Roma, 17 giugno 1915 – Roma, 9 agosto 1993), è stata un'attrice e conduttrice televisiva italiana, vincitrice di un David di Donatello nel 1984.

## Biografia

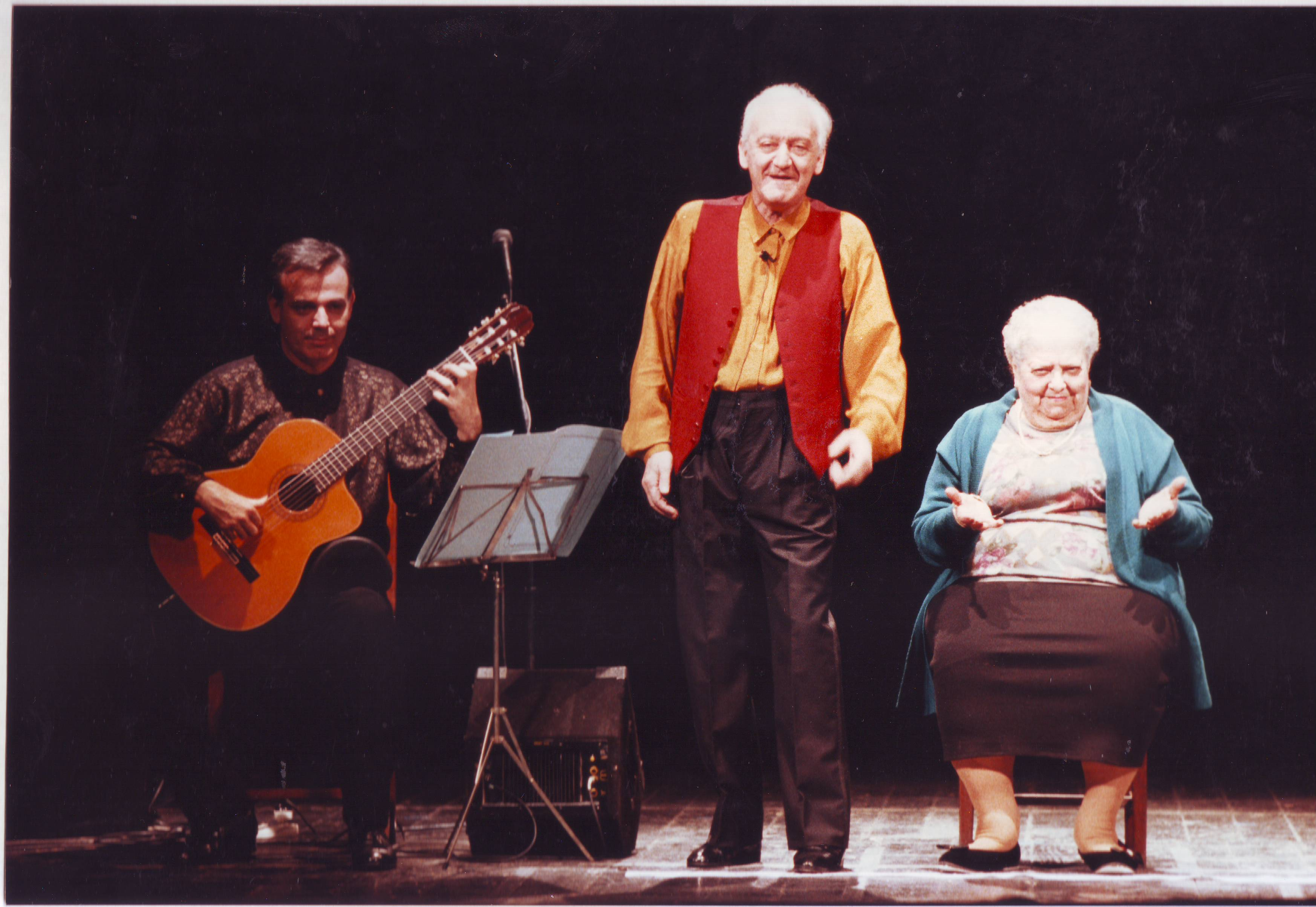
Sora Lella, la prima a destra con Fiorenzo Fiorentini

Figlia di Giuseppe Fabbrizi (1879-1916) e Angela Petrucci (1884-1965), ultima di sei fratelli, ovvero l'attore Aldo Fabrizi, (1905-1990), Teresa (1907-2000), Anna (1908-1978), Italia (1910-1988) e Savina (1912-1968). Prima di dedicarsi al cinema svolse l'attività di ristoratrice a Roma, dove aprì una trattoria in Campo de' Fiori e poi un altro ristorante gestito assieme al marito Renato Trabalza (già macellaio al mattatoio di Testaccio e sposato a Roma il 22 aprile 1935) e al figlio, Aldo Amleto Trabalza, sull'Isola Tiberina e chiamato Sora Lella, oggi gestito dai suoi quattro nipoti (Renato, Mauro, Simone e Elena), nati dal proprio figlio Aldo.
Era tifosa della Lazio.

### Carriera
Nota come Sora Lella (Signora Lella), si dedicò anche al teatro e al cinema, sulla scia del fratello Aldo, esordendo sul grande schermo nel 1958 all'età di quarantatré anni nel film I soliti ignoti di Mario Monicelli, accanto a Totò e altri divi del cinema italiano come Marcello Mastroianni, Claudia Cardinale, Vittorio Gassman e Tiberio Murgia, dove interpreta una delle tre "mamme adottive" dell'orfano Mario (Renato Salvatori). Prese parte poi a diverse commedie all'italiana, in cui sfoggiava il suo carattere bonario e il marcato accento romano come I tartassati (1959) di Steno, nella parte di una suora infermiera accanto al fratello Aldo e Totò e C'eravamo tanto amati (1974) di Ettore Scola; nel 1967 apparve anche come ospite in una puntata della trasmissione televisiva Rai di carattere gastronomico, Linea contro Linea e ha partecipato al film Scusi, lei è favorevole o contrario? (1966), secondo film di Alberto Sordi da regista. 

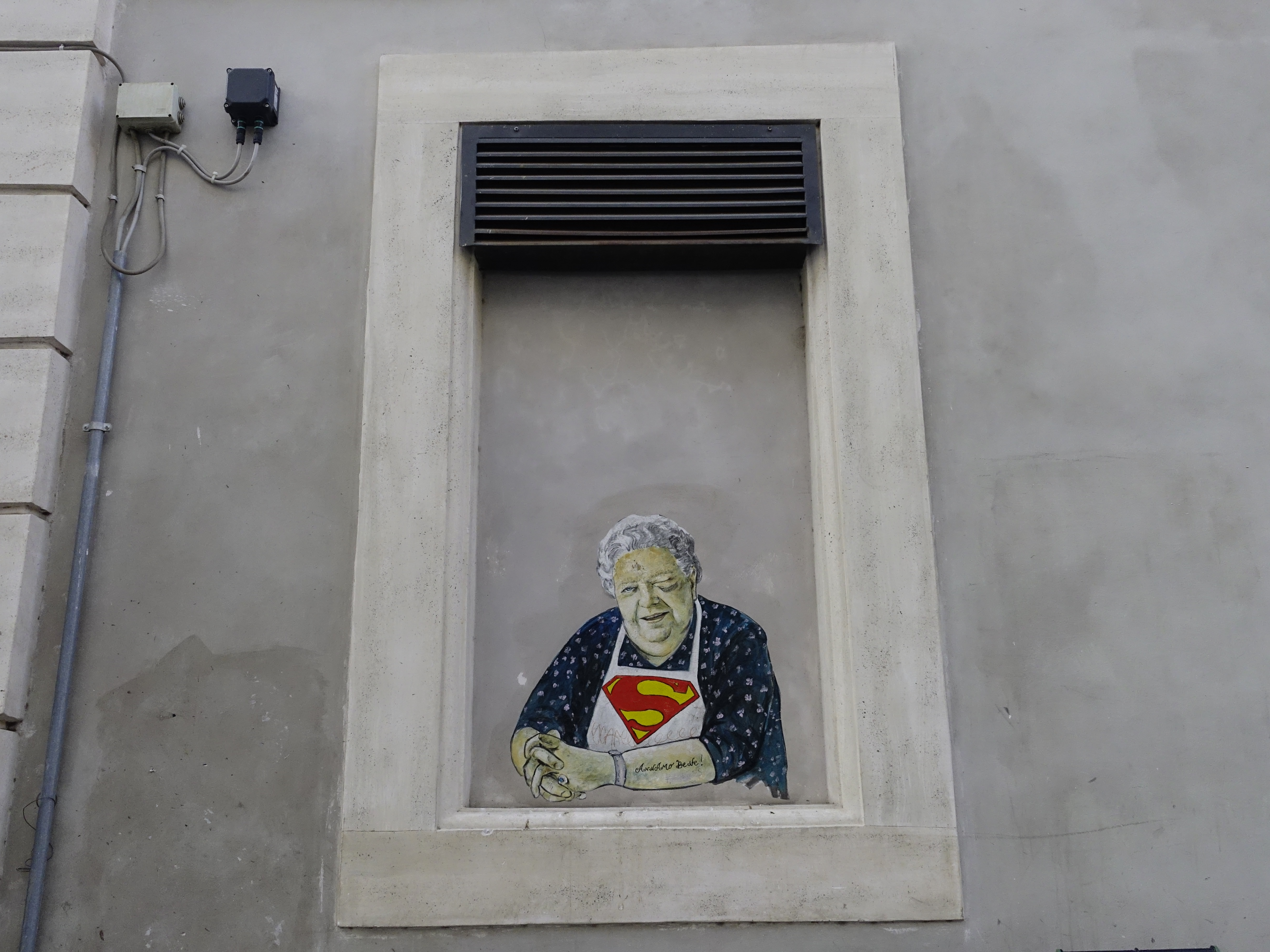
Murale dedicato a Sora Lella

Divenne famosa all'inizio degli anni ottanta grazie a Carlo Verdone, che le fece interpretare un ruolo di nonna, al contempo burbera e bonaria, sia in Bianco, rosso e Verdone (1981) che in Acqua e sapone (1983). Verdone, nella sua autobiografia Fatti coatti, racconta che decise d'inserirla nel cast del suo film dopo averla sentita parlare ai microfoni dell'emittente locale Radio Lazio, dove ogni mattina interveniva per dare consigli alle ascoltatrici che chiamavano per raccontare i loro problemi quotidiani. Affascinato dai suoi modi e dalla sua personalità, decise d'incontrarla andando nel bar dove era solita recarsi. Il suo ultimo film con Verdone, stavolta in un ruolo più defilato, fu 7 chili in 7 giorni, dove interpretava una paziente dell'improbabile clinica di dimagrimento gestita dai due protagonisti.
Il primo film ebbe successo e permise all'attrice di vincere un Nastro d'argento come miglior attrice esordiente; con il successivo, Acqua e sapone, ottenne un David di Donatello come miglior attrice non protagonista. Nel 1982 prese parte allo sceneggiato televisivo della Rai Storia d'amore e d'amicizia diretto da Franco Rossi e in cui recitò accanto a Ferruccio Amendola, Claudio Amendola, Barbara De Rossi e Massimo Bonetti. Lo sceneggiato registrò una media di 14 milioni di telespettatori.
Recitò in seguito in alcuni film del filone della commedia sexy all'italiana, come quelli della serie di Pierino, prendendo parte sia a uno dei film apocrifi (Pierino la peste alla riscossa! di Umberto Lenzi, interpretato da Giorgio Ariani, in cui Lella cantò anche la canzone-tema del film assieme all'attore toscano), sia a un film della serie con Alvaro Vitali (Pierino torna a scuola di Mariano Laurenti).
Le sue interpretazioni la identificarono con lo stereotipo della nonna italiana e, negli ultimi anni della sua vita, fu imitata da Antonello Fassari nel programma satirico di Rai 3 Avanzi; inizialmente lei non gradì queste imitazioni, dove veniva ritratta nel suo ruolo di frequente ospite di talk show televisivi, con trovate come il piatto di spaghetti tirato fuori dalla borsa. In seguito i due ebbero un incontro amichevole durante una puntata della trasmissione televisiva Ciao Weekend.
Negli ultimi anni della sua vita venne frequentemente invitata al Maurizio Costanzo Show, dove mostrò la sua genuinità, il suo carattere e la sua romanità.

### Morte
Morì il 9 agosto 1993, all'età di 78 anni, all'Ospedale Fatebenefratelli di Roma, dove era ricoverata dal 10 luglio dello stesso anno a seguito di un'ischemia cerebrale e per le complicanze del diabete, malattia da cui era affetta da molto tempo. I funerali, svolti il giorno seguente nella Basilica di San Bartolomeo all’Isola, videro la presenza di tanti volti del cinema italiano; fu poi tumulata nel cimitero Flaminio di Prima Porta.

### Rapporti con il fratello Aldo
Elena Fabrizi e il fratello Aldo si frequentavano poco e non andavano particolarmente d'accordo, forse a causa della differenza d'età o dei caratteri non facili. Carlo Verdone ha raccontato che durante la consegna dei David di Donatello 1988, Aldo Fabrizi gli chiese: «Ma tu che ci trovi in mia sorella? Quella è buona solo a cucinare». Massimo, figlio di Aldo, riferì un episodio in cui l'attore, ricoverato in ospedale poco prima di morire, gli disse a proposito di un'eventuale visita della sorella: «Nun ce la fa' veni'! C'ha quer vocione che me rompe li timpani!»

## Filmografia

### Cinema
- I soliti ignoti, regia di Mario Monicelli (1958)
- Prepotenti più di prima, regia di Mario Mattoli (1959)
- I tartassati, regia di Steno (1959)
- Risate di gioia, regia di Mario Monicelli (1960)
- Un militare e mezzo, regia di Steno (1960)
- Totò, Fabrizi e i giovani d'oggi, regia di Mario Mattoli (1960)
- Audace colpo dei soliti ignoti, regia di Nanni Loy (1960)
- Una vita difficile, regia di Dino Risi (1961)
- I miei cari, episodio di La mia signora, regia di Mauro Bolognini (1964)
- L'arcidiavolo, regia di Ettore Scola (1966)
- Scusi, lei è favorevole o contrario?, regia di Alberto Sordi (1966)
- La proprietà non è più un furto, regia di Elio Petri (1973)
- C'eravamo tanto amati, regia di Ettore Scola (1974)
- La terrazza, regia di Ettore Scola (1980)
- Bianco, rosso e Verdone, regia di Carlo Verdone (1981)
- Pierino la Peste alla riscossa, regia di Umberto Lenzi (1982)
- Acqua e sapone, regia di Carlo Verdone (1983)
- Sotto... sotto... strapazzato da anomala passione, regia di Lina Wertmüller (1984)
- 7 chili in 7 giorni, regia di Luca Verdone (1986)
- Bellifreschi, regia di Enrico Oldoini (1987)
- Non scommettere mai con il cielo, regia di Mariano Laurenti (1987)
- Tutta colpa della SIP, regia di Gianfranco Bullo (1988)
- Pierino torna a scuola, regia di Mariano Laurenti (1990)
- Agnieszka (Sola), regia di Diego Febbraro (1992)

### Televisione
- Morto Troisi, viva Troisi!, regia di Massimo Troisi – film TV (Rete 3, 1981)
- Storia d'amore e d'amicizia, regia di Franco Rossi – miniserie TV, 3 episodi (Rete 1, 1982)

### Radio
- Radio Lazio, ai microfoni dell'emittente locale Radio Lazio la “Sora Lella” ogni mattina interveniva per dare consigli o per consolare le ascoltatrici che chiamavano per raccontare i problemi quotidiani, dai tradimenti del marito all'aumento dell'affitto, dai guai fisici ai tram in ritardo.

## Discografia

### 45 giri
- 1982 – Pierino alla riscossa (Ariani-Cassia-De Gemini-Rizzati) Giorgio Ariani & Lella Fabrizi

## Riconoscimenti
- David di Donatello
  - 1981 – Candidatura alla migliore attrice protagonista per Bianco, rosso e Verdone
  - 1984 – Migliore attrice non protagonista per Acqua e sapone
- Nastro d'argento
  - 1981 – Migliore attrice esordiente per Bianco, rosso e Verdone